# كيفين فاندندريشه
كيفين فاندندريشه (بالفرنسية: Kévin Vandendriessche) هو لاعب كرة قدم فرنسي في مركز الوسط، ولد في 7 أغسطس 1989 في ليسكوين في فرنسا. لعب مع أوستينده ورويال إكسل موسكرون ونادي واسكال.

## وصلات خارجية
- كيفين فاندندريشه على موقع قاعدة بيانات كرة القدم.إي يو (الإنجليزية)
- كيفين فاندندريشه على موقع ليكيب (الفرنسية)
- كيفين فاندندريشه على موقع Soccerbase.com (لاعب) (الإنجليزية)
- كيفين فاندندريشه على موقع Soccerway.com (الإنجليزية)
- كيفين فاندندريشه على موقع عالم كرة القدم.نت (الإنجليزية)
- كيفين فاندندريشه على موقع كووورة